# Емовачки Луг
Емовачки Луг је насељено место у саставу града Пожеге, у Славонији, Република Хрватска.

## Становништво
Насеље је према попису становништва из 2011. године имало 32 становника.
| Националност       | 1991.      |
| Срби               | 9 (45,00%) |
| Хрвати             | 7 (35,00%) |
| Југословени        | 0          |
| остали и непознато | 4 (20,00%) |
| Укупно             | 20         |